# Willy Pogany
William Andrew Pogany, nascido Vilmos András Pogány (Szeged, 24 de agosto de 1882 - Nova York, 30 de julho de 1955) foi um prolífico ilustrador húngaro de livros infantis e outros. Foi contemporâneo de C. Coles Phillips, Joseph Clement Coll, Edmund Dulac, Harvey Dunn, Walter Everett, Harry Rountree, Sarah Stilwell Weber e NC Wyeth. Ele é mais conhecido por seus desenhos em caneta e tinta de mitos e fábulas. Uma grande parte do trabalho de Pogany é descrita como Art Nouveau. O estilo artístico de Pogany é fortemente orientado para contos de fadas e geralmente apresenta motivos de animais míticos, como ninfas e duendes. Ele prestou muita atenção aos detalhes botânicos. Ele usou cenas pastel e quentes com aquarelas, pinturas a óleo e, principalmente, caneta e tinta.  Cuidadosamente detalhados e confiantes, as peças de caneta e tinta de Pogany retratam a verdadeira extensão de seu talento.

## Biografia
Pogany nasceu em Szeged, Áustria-Hungria. Ele estudou na Universidade Técnica de Budapeste e em Munique e Paris. Ele passou sua infância com seus irmãos e irmãs em uma grande fazenda cheia de galinhas, patos, gansos, cães, porcos e cavalos.
Quando ele tinha seis anos, seus pais o levaram a Budapeste, onde mais tarde ele seria enviado para a escola. Ele teve ambições iniciais de se tornar engenheiro na esperança de cuidar de sua mãe depois que seu pai morreu. Ele gostava especialmente de remar e jogar futebol. Nas horas vagas, desenhava e pintava. Ele gostava tanto de pintar e desenhar que decidiu ser um artista. Ele frequentou a Escola Técnica de Budapeste por menos de um ano; durante esse período, ele teve aulas de arte por seis semanas. Ele vendeu sua primeira pintura a um patrono rico por US $ 24.
Ele passou seus vinte e poucos anos frequentando a escola de arte e depois viajaria para Munique, Paris e Londres antes de vir para os Estados Unidos em 1914.  Quando Pogany foi a Paris para estudar e pintar, ele não conseguiu garantir muita atenção ou renda, muitas vezes era pobre e passava fome. Pogany passou dois anos em Paris. 

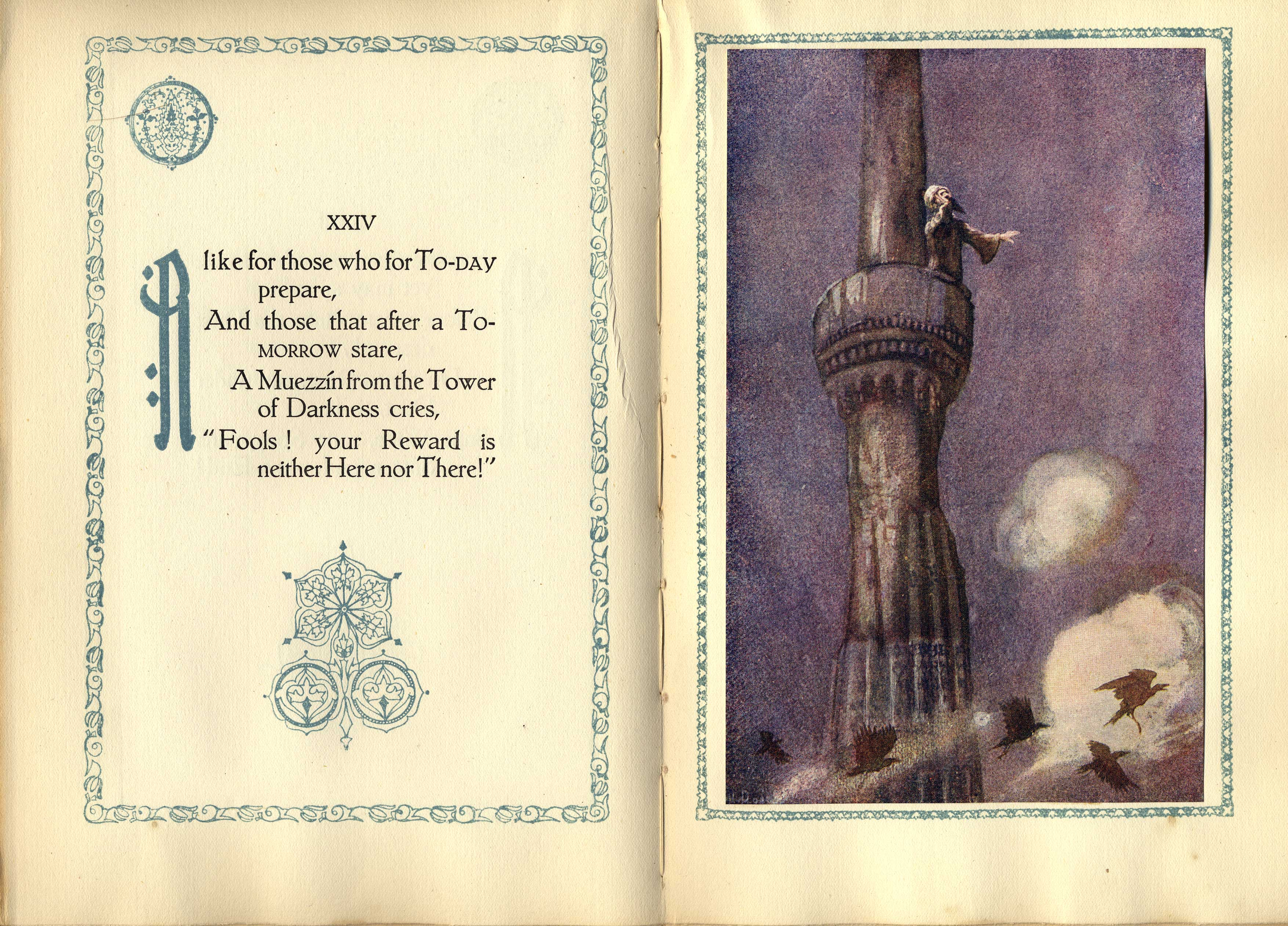
Páginas opostas de Rubaiyat de Omar Khayyam ilustradas por Pogany.

Quando ele finalmente economizou algum dinheiro com seu trabalho, ele deixou Paris para ir a Londres. Em 1906, Rip Van Winkle, de Arthur Rackham, ganhou enorme popularidade, provocando uma demanda por artistas em Londres. Nesse ponto, Pogany foi contratado para fornecer o projeto For The Welsh Fairy Book por T. Fisher Unwin, incluindo mais de 100 pratos, ilustrações, vinhetas, capítulos e caudas de capítulos e iniciais. Ele também fez 48 ilustrações para Milly e Olly, 70 para The Adventures of a Dodo e 39 para Faust.  
Depois de dez anos em Londres, Pogany emigrou para a América. Além de ilustração de livros, quadros, pinturas murais, retratos, gravuras e esculturas, Pogany se interessou por teatro e desenhou cenários e figurinos para diferentes shows e a Metropolitan Opera House. Ele finalmente se mudou para Hollywood para servir como diretor de arte para vários estúdios de cinema durante as décadas de 1930 e 1940.

## Carreira

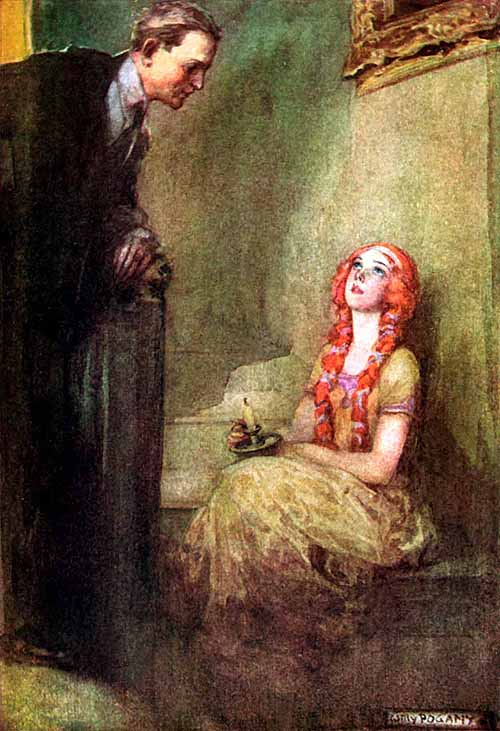
Ilustração para o frontispício de Homem do Anel do Desejo por Margaret Widdemer (Holt, 1917)

Em Londres, ele criou seu quarteto de obras-primas: The Rime of the Ancient Mariner (1910), Tannhauser (1911), Parsifal (1912) e Lohengrin (1913). Cada uma delas foi projetada completamente por Pogany, desde as capas e papéis finais até o texto escrito em caneta e tinta, lápis, lavagem, cor e chapas de ponta.
The Ancient Mariner é reconhecido como sua obra-prima. Cada página tem pelo menos duas cores, às vezes com placa dourada acompanhada de bordas intrincadas. As iniciais são elaboradas, iniciando cada página e com letras maiúsculas ornamentadas no início de cada linha. A página de rosto iluminada, 18 chapas coloridas, a segunda cor através de chapas em preto e branco, o texto caligráfico fluente e os desenhos a caneta e tinta ao longo das páginas fazem com que isso se destaque entre os trabalhos de Pogany.
A beleza do Rime é acentuada por seu papel macio de marfim e bordas sutis de lavanda. Os três papéis cinzentos no livro de Wagner acrescentam profundidade à sua apresentação.
Em Lohengrin, Pogany colocou seus desenhos a lápis de cores suaves contra os cinzas. Em Tannhauser, Pogany usou a cor do papel para obter mais dimensões adicionais.  De desenhos a lápis pastel suaves a pinturas em aquarela, caneta e tinta, Pogany utilizou uma variedade de mídias em suas ilustrações.
As belas e bizarras ilustrações de Pogany para Padraic Colum's The King of Ireland's Son, usam cores brilhantes e estilos surpreendentemente modernos para mostrar a jornada mágica do herói, sua amada Fedelma e o segundo herói Flann. Um gigante com cabeça de cavalo tem a grande cabeça paciente de um cavalo arado de Clydesdale; uma garota toma banho nua enquanto o herói rouba a pele de cisne que permitiria que ela se transformasse e fugisse, o jovem lidera um corcel fino com Fedelma montado nela quando são atacados por uma nuvem de corvos - imagens estranhas, sonhadoras e bonitas.
Pogany trabalhou como diretor de arte em vários filmes de Hollywood, incluindo Modas de 1934 e Dames . Ele começou seu envolvimento em cenografia de filmes em 1924 e trabalhou no cinema até o final da década de 1930.  Ele foi contratado por John Ringling, Ettenger, Reiner e Wyntoon Estate de WIlliam Randolph Hearst,  pintado para a família Barrymore, Douglas Fairbanks Jr., Carole Lombard, Enrico Caruso, Miriam Hopkins e muitos outros.
Pogany recebeu medalhas de ouro em Budapeste e na Expo Leipzig, além da Medalha Maçônica de Londres, e tornou-se membro da Sociedade Real de Arte de Londres.  A Sociedade de Arquitetos de Nova York deu-lhe uma medalha de prata por seu mural no Teatro Infantil de August Heckscher, mostrando Cinderela, Hansel e Gretel e Jack no Pé de Feijão. Ele ganhou uma medalha de ouro em 1915 na Panama Pacific Expo por seu trabalho The ValCares,  e também foi premiada com a medalha azul prata húngara.
Em 1914, as ilustrações de Pogany apareceram na capa da Metropolitan Magazine, Ladies Home Journal, Harper's Weekly, Hearst's Town and Country, Theater Magazine e American Weekly. De 1917 a 1921, ele trabalhou para a Metropolitan Opera desenhando esboços, cenários e figurinos. Em 1918, ele ilustrou uma recontagem infantil de Homero, As aventuras de Odisseu e o Conto de Tróia, escrito por Padraic Colum.

## Processo

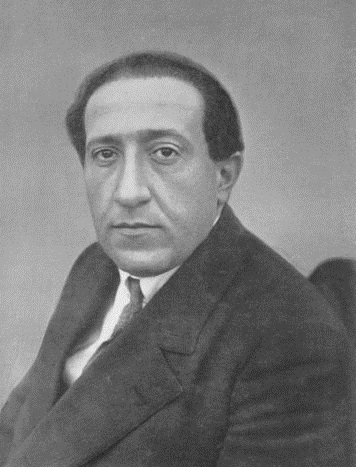
Pogany processou Whittaker Chambers por confundi-lo como um parente do oficial do Comintern Joseph Pogany (foto)

Em sua autobiografia de 1952, Witness, Whittaker Chambers descreveu "Willi Pogany" ("há muito tempo um designer de cenas na Metropolitan Opera House") como o irmão de Joseph Pogany.
Willy Pogany processou Chambers por US $ 1 milhão, mas perdeu o processo e o recurso posterior. De acordo com a revista Time, "um tribunal de primeira instância descobriu que Chambers, em sua identificação equivocada, não implicou maliciosamente que Willy estava intimamente associado a "um líder e espião comunista'" "que havia sido"  (até Stalin liquidá-lo) um comunista Comissário de Guerra da Hungria".

## Vida pessoal
Pogany casou-se com Lillian Rose Doris em 1908 em Londres e teve dois filhos com ela: Peter e John Pogany.  Eles se mudaram para a cidade de Nova York em 1914  e ele foi naturalizado em 1921. Em 1933 eles se divorciaram.  No ano seguinte, ele se casou com a escritora Elaine Cox. Ele morreu na cidade de Nova York em 30 de julho de 1955.
Perguntado sobre como seu nome foi pronunciado, ele disse ao Literary Digest que na América era po-GAH-ny. "No entanto, na minha Hungria natal, esse nome é pronunciado com o sotaque da primeira sílaba com um o menor e o gany é como a gagne francesa (o y está silencioso)": PO-gahn.

## Trabalho
A arte pública de Pogany aparece nas paredes do Museu de Arte John e Mable Ringling (anteriormente Ringling Mansion) em Sarasota, Flórida, na cidade de Nova York, no teatro El Museo del Barrio (1230 Fifth Avenue), PS 43 Jonas Bronck em Mott Haven, e o teatro Bernard B. Jacobs (45th Street) e no The Strand Theatre no Appell Center for the Performing Arts em York, PA.
Escrito ou ilustrado por Pogany:
- Kunos, I. Contos de fadas turcos Burt 1901
- Farrow, GE As aventuras de um Dodo Unwin 1907
- Thomas, WJ O livro de fadas galês Unwin 1907
- Ward, Milly Milly e Olly Unwin 1907
- Edgar, MG Um tesouro de versos para crianças pequenas Harrap 1908
- Goethe, JW de Faust Hutchinson 1908
- Dasent, GW Norse Wonder Tales Collins 1909
- Hawthorne, N. Tanglewood Contos Unwin 1909
- O Rubaiyat de Omar Khayyam Harrap 1909
- Coleridge, ST A geada do antigo marinheiro Harrap 1910
- Gask, L. Contos Folclóricos de Muitas Terras Harrap 1910
- Young, G. A cozinha da bruxa Harrap 1910
- Wagner, R. Tannhauser Harrap 1911
- Gask, L. As fadas e a criança natal Harrap 1912
- Wagner, H. Parsifal Harrap 1912
- Heine, H. Alta Troll Sidgwick 1913
- Kunos, I. Quarenta e quatro contos de fadas turcos Harrap 1913
- Pogany, W. O livro de fadas húngaro Unwin 1913
- Wagner, R. O conto de Lohengrin Harrap 1913
- Pogany, W. Crianças Harrap 1914
- Uma série de livros para crianças Harrap 1915
- Mais contos das noites árabes Holt 1915
- Colum, P. O filho do rei da Irlanda Holt 1916
- Swift, J. Gulliver s Viaja Macmillan 1917
- Bryant, SC Histórias para contar aos pequenos Harrap 1918
- Colum, P. Aventuras de Odisseu Macmillan 1918
- Olcutt, FJ Contos dos gênios persas Harrap 1919
- Skinner, EL As crianças brincam de Appleton 1919
- Elias, E. Chapeuzinho Vermelho Holt 1920
- Os Filhos de Odin Harrap 1922
- As aventuras de Haroun El Raschid Holt 1923
- Newman, I. Flores feericamente Milford 1926
- Flandres, HH, olhando para fora de Jimmie Dent 1928
- Carroll, aventuras de L. Alice no país das maravilhas Dutton 1929
- Pogany, W. Mãe Ganso Nelson 1929
- Anthony, J. Casanova Jones Século 1930
- Pogany, W. Magyar Contos de fadas Dutton 1930
- Burton, RF O Kasidah de Haji Abdu El-Yezdi McKay 1931
- Arnold, E. A Luz da Ásia 1932
- Arnold, E. A Canção Celestial ou Bhagavad-Gita 1934
- Huffard, GT Meu livro de poesia Winston 1934
- Pushkin, A. O galo de ouro Nelson 1938
- Pogany, Elaine. Peterkin 1940
- Paula Pogany Bennett, a arte da culinária húngara 1954

Ele ilustrou mais de 150 volumes, incluindo:
- As aventuras de Odisseu
- O Conto de Tróia
- Os filhos de Odin
- O velo de ouro
- O filho do rei da Irlanda
- As Viagens de Gulliver
- Histórias bíblicas para ler e contar
- Pequeno Alfaiate do Caminho Sinuoso
- Tisza Tales
- O tesouro do verso para crianças pequenas
- Contos de fadas magiares
- Lições de desenho
- A arte do desenho
- História de Hiawatha (c.1914)

Pogany escreveu três livros instrutivos: lições de desenho de Willy Pogany, lições de pintura a óleo de Willy Pogany e lições de cores de água de Willy Pogany, incluindo guache. Ele viveu seus últimos anos de vida em Nova York.